# Borys Gudziak
Borys Andrij Gudziak (ur. 24 listopada 1960 w Syracuse w Stanach Zjednoczonych) – ukraiński duchowny greckokatolicki rytu bizantyjskiego. Arcybiskup metropolita Filadelfii od 2019.

## Życiorys

### Prezbiterat i praca naukowa
26 listopada 1998 otrzymał święcenia kapłańskie z rąk biskupa Sofrona Mudrego. 
W latach 1992–2002 założyciel i dyrektor Instytutu Historii Kościoła we Lwowie. 
Przewodniczący Komisji ds. Odnowienia Lwowskiej Akademii Teologicznej w latach 1993-1995. Wicerektor (1995-2000) i rektor tej uczelni (2000-2002). Po jej przekształceniu w Ukraiński Uniwersytet Katolicki pełnił funkcję rektora do 2013 roku.
Od 2013 roku jest Prezydentem Ukraińskiego Uniwersytetu Katolickiego we Lwowie.

### Episkopat
21 lipca 2012 został mianowany przez Benedykta XVI egzarchą apostolskim Francji oraz biskupem tytularnym Carcabia. Sakry biskupiej udzielił mu 26 sierpnia 2012 arcybiskup większy kijowsko-halicki – Światosław Szewczuk.
19 stycznia 2013 po podniesieniu egzarchatu do rangi eparchii został pierwszym ordynariuszem eparchii św. Włodzimierza Wielkiego w Paryżu (obejmującej wiernych narodowości ukraińskiej obrządku bizantyńskiego we Francji, Holandii, Belgii, Luksemburgu oraz Szwajcarii). 
18 lutego 2019 został mianowany arcybiskupem metropolitą Filadelfii (USA).

## Wyróżnienia
5 maja 2007 otrzymał honorowe obywatelstwo miasta Lwowa.
4 czerwca 2016 został wyróżniony Nagrodą Jana Nowaka-Jeziorańskiego za wielki wkład w tworzenie niepodległej, suwerennej i europejskiej Ukrainy jako wspólnoty ludzi wolnych.

## Publikacja w języku polskim
- Kryzys i reforma: metropolia kijowska, patriarchat Konstantynopola i geneza unii brzeskiej, tł. Halina Leskiw, Alicja Chrim; tł. tekstów staro-cerkiewno-słowiańskich Roman Łepa, Lublin: Wydawnictwo Uniwersytetu Marii Curie-Skłodowskiej 2008[6].